# James Nanor
James Tetteh Nanor (ur. 12 sierpnia 1976) – piłkarz ghański grający na pozycji bramkarza.

## Kariera klubowa
Karierę piłkarską Nanor rozpoczął w klubie Afienya United. W 1992 roku zadebiutował w jego barwach w ghańskiej Premier League. W 1996 roku odszedł do Hearts of Oak z Akry. Grał w nim do 2004 roku. Wraz z Hearts sześciokrotnie został mistrzem kraju (1997, 1998, 1999, 2000, 2001, 2002), dwukrotnie zdobył Puchar Ghany (1999, 2000) i po jednym razie wygrał Ligę Mistrzów (2000) i Puchar Konfederacji (2004).
W 2005 roku Nanor odszedł do Ashanti Gold z miasta Obuasi, a w 2009 roku przeszedł do New Edubiase United. W 2010 roku zakończył karierę.

## Kariera reprezentacyjna
W reprezentacji Ghany Nanor zadebiutował w 1994 roku. W 2002 roku został powołany do kadry Ghany na Puchar Narodów Afryki 2002. Na tym turnieju był rezerwowym dla Sammy’ego Adjeia i nie rozegrał żadnego spotkania. W kadrze narodowej od 1994 do 2001 roku rozegrał 10 meczów. W 1993 roku wraz z kadrą U-17 wywalczył wicemistrzostwo świata na Mistrzostwach Świata 1993.